# San Mateo Tezoquipan Miraflores
San Mateo Tezoquipan Miraflores, eller bara Miraflores i vardagligt tal, är en ort i Mexiko, tillhörande kommunen Chalco i delstaten Mexiko. San Mateo Tezoquipan Miraflores ligger i den centrala delen av landet och tillhör Mexico Citys storstadsområde. Orten hade 9 904 invånare vid folkräkningen 2010.